# Cascada
Cascada là một nhóm nhạc sàn người Đức. Gồm DJ/Nhà sản xuất nhạc nhạc Manian và DJ Yanou, cùng với ca sĩ chính Natalie Horler. Họ được biết đến nhiều nhất qua các đĩa đơn "Everytime we touch", "What hurts the most", "Evacuate the Dancefloor" và "Miracle".Trên toàn thế giới, nhóm đã bán được trên 30 triệu Album và nhận được lượt tải về.Cascada đã đại diện cho Đức tại Cuộc thi Bài hát Eurovision 2013 ở Malmö, Thụy Điển với "Glorious". Là một trong những nghệ sĩ thành công nhất của thể loại nhạc nhảy, Cascada được mệnh danh là những nghệ sĩ Đức thành công thứ 3 trong thế kỷ 21.
Năm 2010, âm nhạc của Cascada được tải xuống nhiều nhất mọi thời đại trong thể loại nhạc nhảy sau David Guetta.